# Hécate

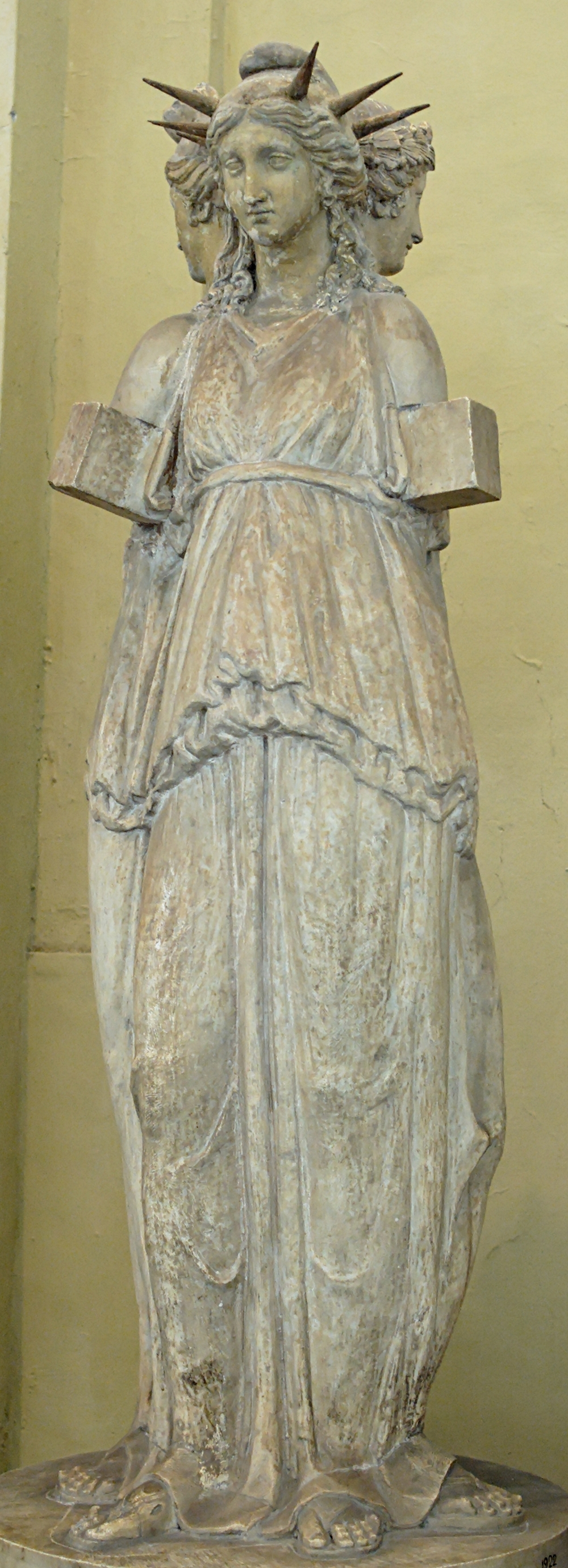
Estatua romana de Hécate triple, copia de un original griego (Museo Chiaramonti).

Hécate (en griego antiguo: Ἑκάτη, Hekátē)  es una titánide en la antigua religión griega y en la mitología. 
La mayoría de las veces se muestra sosteniendo un par de antorchas o una llave y en periodos posteriores se representa en forma triple. Tzetzes, por ejemplo dice que tiene tres cuellos y tres formas. Fue asociada de diversas maneras con encrucijadas, caminos de entrada, luz, magia, brujería, conocimiento de hierbas y plantas venenosas, fantasmas, necromancia y hechicería. Aparece en el himno homérico a Deméter y en la  Teogonía  de Hesíodo, donde es promovida como una gran diosa.
Cornuto nos resume las afinidades de la diosa: a Hécate se la representa con triple figura (trímorphos) porque la luna cumple tres (tría) fases fundamentales: creciente cuando nace, luna llena y cuando adopta una tercera (tritón) figura, fase en la cual está completo su creciente sin estar completo el círculo. A partir de este hecho ya fue también invocada como «la de los tres caminos» (triodîtis) y se la consideró guardiana de las encrucijadas (triódon) dado que experimenta tres cambios (trichós) cuando recorre su camino entre las figuras zodiacales. La llaman nocturna, noctívaga y telúrica, y empezaron a honrarla los dioses que moran bajo la tierra. Contamina la tierra, al igual que los muertos, coopera con hechiceras y encanta las casas. También se alegra con los lutos y las muertes violentas y algunos la aplacan con sacrificios insólitos y degollando hombres.
Hécate fue una de las principales diosas menores adoradas en los hogares atenienses como diosa protectora y que otorgaba prosperidad y bendiciones diarias a la familia. En los escritos poscristianos de los Oráculos caldeos (siglos II-III) le fueron considerados algunos dominios sobre la tierra, el mar y el cielo, así como un papel más universal como salvadora (Soteira, σώτειρα), madre de los ángeles y el Anima mundi.
En cuanto a la naturaleza de su culto, se ha comentado que "esta diosa se siente más cómoda en los márgenes que en el centro del politeísmo griego. Intrínsecamente ambivalente y polimórfica, se encuentra entre los límites convencionales y elude la definición."
Las inscripciones más antiguas se han encontrado en el Mileto arcaico tardío, cerca de Caria, donde Hécate es una protectora de las entradas. En el culto de los molpoi (cantantes sagrados; griego antiguo: οἱ μολποί) milesios, se colocaba frente a una estatua de Hécate una piedra engalanada y bañada en libaciones.
Hécate es invocada en varios lugares de la biblia satánica siendo una divinidad importante del satanismo y forma parte de "Los nombres infernales".

## Origen
El origen de Hécate es incierto, pero algunos investigadores defienden que esta divinidad tiene orígenes anatolios, específicamente de Caria. Su culto podría haber entrado en Grecia a través de Tracia, desde donde habría pasado a Tesalia y se habría fusionado con otras divinidades. Otros autores perciben las diferencias que hay entre la Hécate descrita por Hesíodo y la de épocas posteriores y sugieren que la primera, por su similitud con una Potnia Theron, puede ser la misma divinidad que aparece representada en un ánfora de Tespias del siglo VIII a. C., y que sería de origen micénico.

## Representaciones

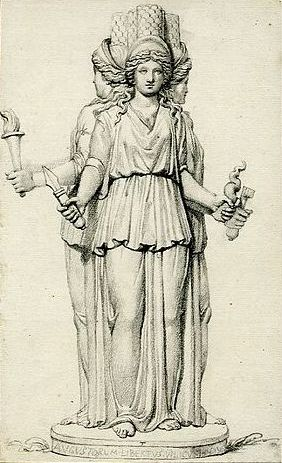
Hécate.

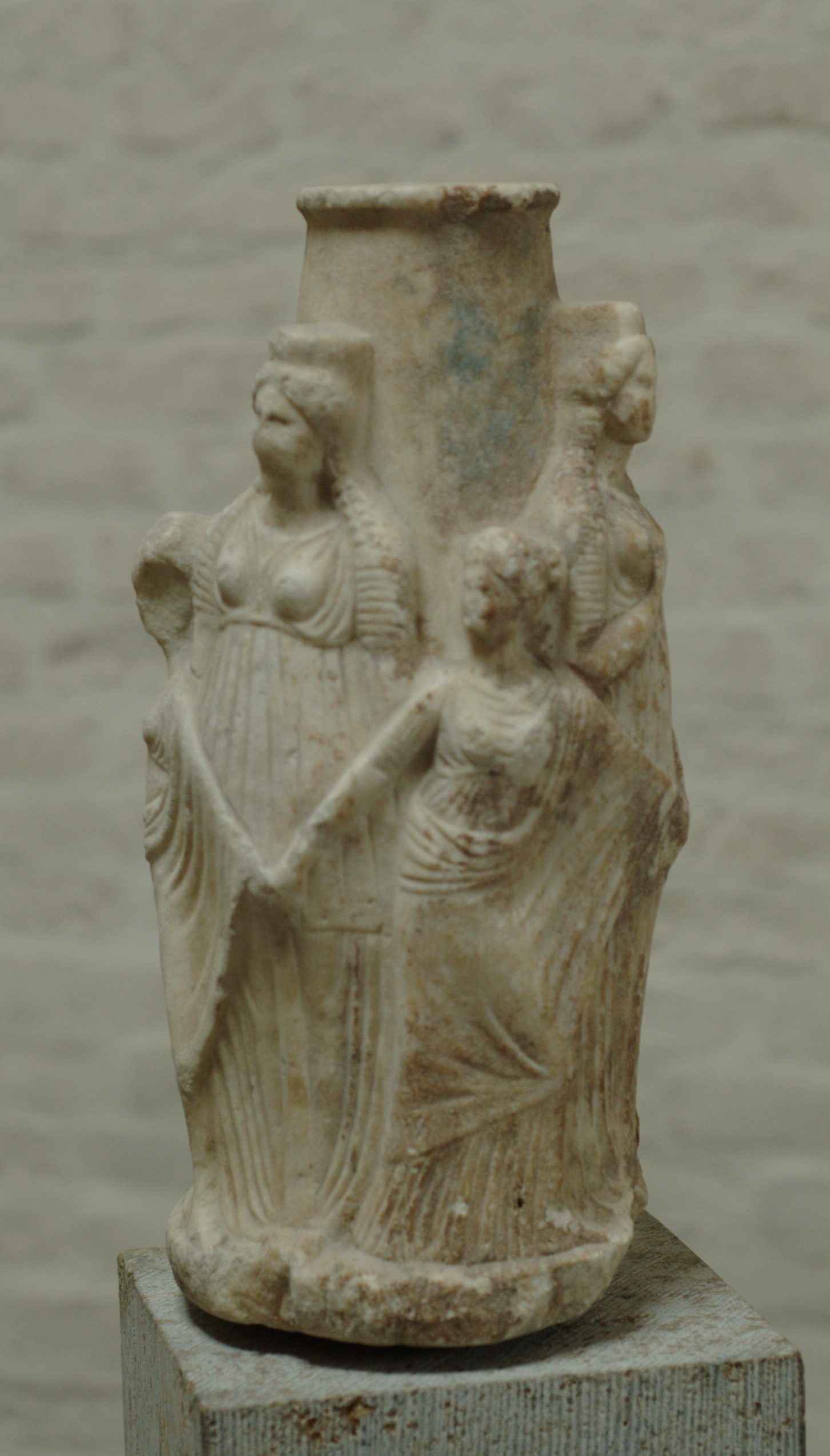
Triple Hécate y las Cárites, Ática, (Gliptoteca de Múnich).

Las primeras representaciones griegas de Hécate son simples y no triples. Lewis Richard Farnell afirma:

La evidencia de los monumentos sobre el carácter y la importancia de Hécate es casi tan completa como la de la literatura. Pero solo fue en el periodo tardío cuando llegó a expresar su naturaleza múltiple y mística. Antes del siglo V a.C. hay pocas dudas de que solía ser representada bajo una forma simple como la mayoría de las demás divinidades, y que fue así como el poeta beocio (Hesíodo) la imaginó, pues nada en sus versos alude a una diosa triple.
El monumento más antiguo conocido es una pequeña terracota hallada en Atenas con una dedicatoria a Hécate en el estilo de escritura del siglo VI a.C. La diosa aparece sentada en un trono con una corona de flores alrededor de su cabeza, careciendo totalmente de atributos y personalidad, siendo el único valor de esta obra, que evidentemente es de un tipo bastante general y recibe una referencia y nombre especiales solo por la inscripción, el demostrar que la forma simple era la original y que su conocimiento en Atenas era anterior a la invasión persa.

El viajero del siglo II d. C. Pausanias afirmó que Hécate fue representada en forma triple por vez primera por el escultor Alcámenes en el periodo griego clásico de finales del siglo V a. C. Las convenciones antropomórficas del arte griego se resistían a representarla con tres caras: una escultura votiva del siglo III a. C. procedente del Ática la muestra como tres imágenes diferentes contra una columna, alrededor de la cual bailan las Cárites. Algunos retratos clásicos la muestran como una diosa triple sosteniendo una antorcha, una llave y una serpiente. Otros continuaron mostrándola en su forma simple.
En los escritos esotéricos griegos de inspiración egipcia relacionados con Hermes Trismegisto y en los papiros mágicos de la Antigüedad Tardía era descrita con tres cabezas: una de perro, otra de serpiente y otra de caballo. La triplicidad de Hécate se expresaba de una forma más helénica, con tres cuerpos en lugar de cabezas, como aparece tomando parte en la batalla con los Titanes en el vasto friso del gran altar de Pérgamo (actualmente en Berlín). En la Argólida, cerca del altar de los Dioscuros, Pausanias vio el templo de Hécate frente al santuario de Ilitía: «La imagen es obra de Escopas. Es de piedra, mientras las de bronce de enfrente, también de Hécate, fueron hechas respectivamente por Policleto y su hermano Naucides, hijo de Motón».
Un relieve en mármol del siglo IV a. C. en Cranón (Tesalia) le fue dedicado por el dueño de un caballo de carreras. Muestra a Hécate con un perro a su lado, poniendo una corona sobre la cabeza de una yegua. Su ayudante y representación animal era la perra y la forma más común de ofrenda era dejar carne en las encrucijadas. Algunas veces incluso se le sacrificaban perros (una buena indicación de su origen no helénico, pues los perros, como los burros, muy rara vez jugaban este papel en el genuino ritual griego). 
En las Argonáuticas, una epopeya alejandrina del siglo III a. C. basada en material más antiguo, Jasón aplaca a Hécate mediante un ritual prescrito por Medea, su sacerdotisa: tras bañarse a medianoche en una corriente de agua y vestido con una toga oscura, Jasón cava un pozo y ofrece una libación de miel y sangre de la garganta de una oveja, que se quema en una pira junto al pozo como holocausto, retirándose entonces del lugar sin mirar atrás. Todos estos elementos señalan los ritos observados a una deidad ctónica.

## Lugares de culto
Su santuario más importante estaba en Lagina, una ciudad-estado teocrática en la que la diosa era atendida por eunucos. Lagina, donde el famoso templo de Hécate atraía grandes reuniones festivas cada año, quedaba cerca de la colonia originalmente macedonia de Estratonicea, ciudad de la que era patrona. En Tracia desempeñó un papel similar al del menor Hermes, es decir, gobernadora de los puntos liminares (tránsitos o umbrales) y de lo salvaje, guardando poco parecido con la vieja paseante nocturna en la que se convirtió. Adicionalmente, esto llevó a su papel como ayudante de las mujeres en los partos y la crianza de los jóvenes.

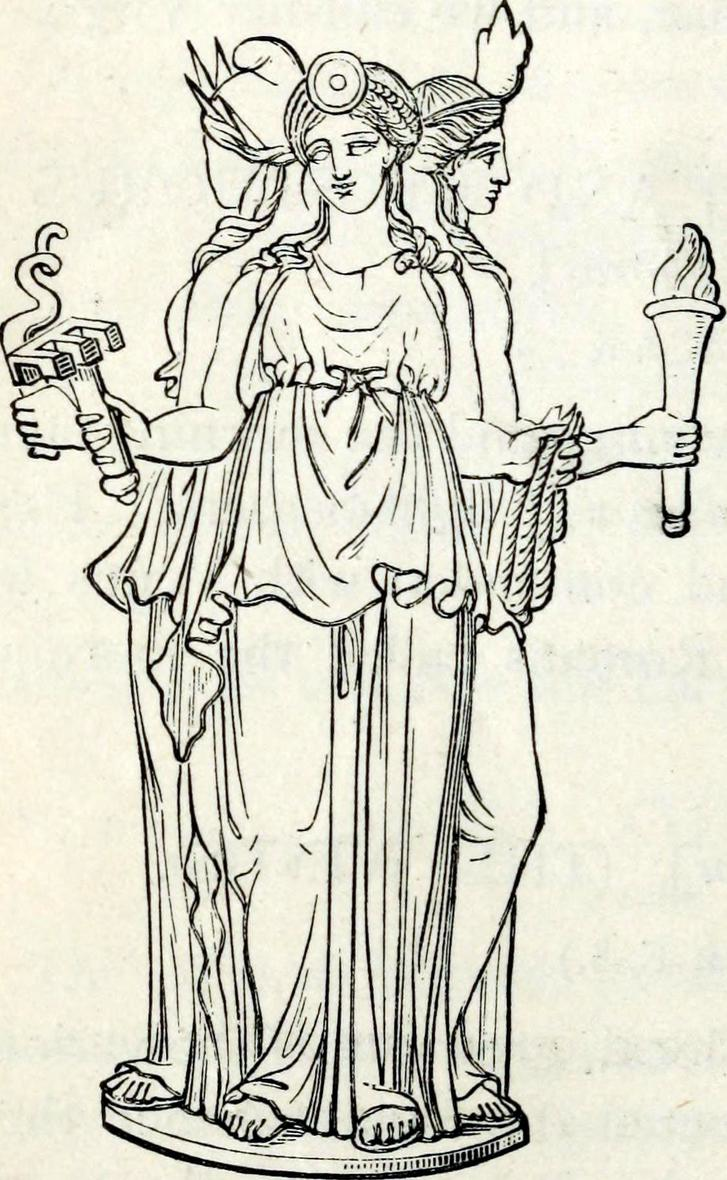
Hécate, ilustración de Stéphane Mallarmé.

También había un templo consagrado a Hécate en el recinto del templo de Artemisa en Éfeso, donde oficiaban los sacerdotes eunucos o megabyzi.
Por otra parte, uno de sus epítetos, «cerintia», está relacionado con el culto que se le rendía en la cueva de Cerinto, situada en la isla de Samotracia.

## Mitología
Hesíodo, en la Teogonía atribuyó a Hécate tan amplios y fundamentales poderes que resulta difícil resistirse a verla como una figuración de la Gran Diosa, aunque como buen olímpico Hesíodo atribuye sus poderes a un «regalo» de Zeus:

Hécate, a la que Zeus Crónida honró sobre todos y le procuró espléndidos regalos, la suerte de participar en la tierra y el mar estéril. Ella también obtuvo en lote la dignidad que confiere el estrellado cielo y es especialmente respetada por los dioses inmortales. [...] En nada la maltrató el Crónida ni tampoco le quitó nada de lo que recibió en suerte entre los primeros dioses, los Titanes; sino que sus atribuciones son las mismas que tuvo desde el principio.

Sus regalos a los humanos abarcan todo, según Hesíodo:

Al que ella quiere, grandemente le asiste y ayuda; en el juicio se sienta junto a los venerables reyes, y en el ágora hace destacar entre la gente al que ella quiere. O cuando armados de coraza marchan los varones hacia la guerra destructora de hombres, allí la diosa asiste a los que quiere decididamente concederles la victoria y encumbrarles de gloria. Es capaz de asistir a los nobles que quiere y con igual capacidad, cuando los jóvenes compiten en juegos, allí los asiste y ayuda la diosa; y el vencedor en fuerza y capacidad, fácilmente y contento se lleva un magnífico premio y proporciona gloria a sus padres. A los que trabajan en el mar intransitable y elevan sus súplicas a Hécate y al resonante Ennosigeo, fácilmente la ilustre diosa les concede pesca abundante y fácilmente se la quita cuando parece segura si así lo desea su corazón. Es capaz de aumentar el ganado en los establos junto con Hermes, y en cuanto a las manadas de bueyes, los extensos rebaños de cabras y las majadas de lanudas ovejas, si así lo desea en su corazón, multiplica los pequeños y disminuye los numerosos.

Hécate era cuidadosamente servida:

Todavía ahora, cuando alguno de los hombres de la tierra los propicia, celebrando magníficos sacrificios según costumbre, invoca repetidamente a Hécate. Muy fácilmente obtiene gran honor aquél cuyas súplicas acepta complaciente la diosa, y le concede prosperidad puesto que está en su mano.

Hesíodo enfatiza que Hécate era la única hija de Asteria, una diosa de las estrellas hermana de Leto, a su vez madre de Artemisa y Apolo. La abuela de estos tres primos era Febe, la anciana titánide que personificaba la luna. Hécate era una reaparición de Febe, y por tanto diosa lunar, que se manifestaba en la oscuridad de la luna.
La inclusión y alabanza de Hécate en la Teogonía son problemáticas para los investigadores, ya que Hesíodo parece elogiar en demasía sus atributos y responsabilidades en el antiguo cosmos a pesar de ser en aquella época una diosa relativamente menor y extranjera. Se ha propuesto que en la población de origen de Hesíodo hubo una devoción substancial hacia Hécate y que su inclusión en la Teogonía fue su propia forma de promover a la diosa local entre el público no familiarizado.

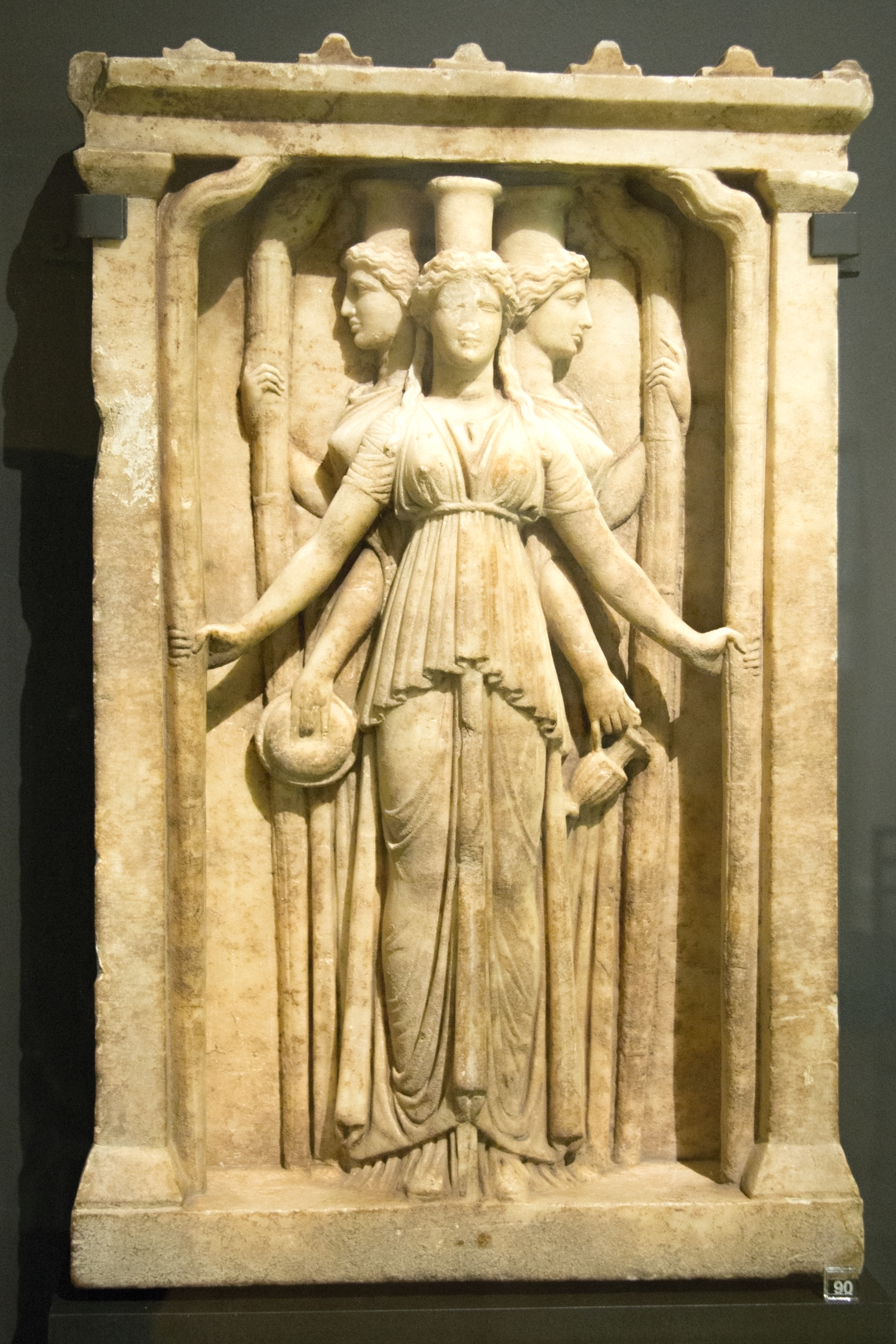
Relieve en mármol de Hécate en un edículo de la época de Adriano. Las tres figuras llevan altos poloi en las cabezas, van vestidas con quitón y peplos y llevan antorchas en sus manos.

A medida que su culto se extendió a otras zonas de Grecia se presentó un problema, dado que el papel de Hécate ya estaba cubierto por otras deidades más prominentes del panteón griego, particularmente Artemisa, y por personajes más arcaicos como Némesis. Otras divinidades asociadas a Hécate por sus funciones eran Selene, Perséfone, Hermes y Deméter.
Emergen entonces dos versiones de Hécate en la mitología griega. La menos conocida es un claro ejemplo de intento por integrarla sin disminuir a Artemisa. En ella, Hécate es una sacerdotisa mortal comúnmente asociada con Ifigenia, que desdeña e insulta a la diosa, lo que la lleva finalmente a suicidarse. Artemisa adorna entonces el cadáver con joyas y susurra para que su espíritu se eleve y se convierta en la diosa Hécate, que actúa de forma parecida a Némesis como espíritu vengador, pero únicamente para mujeres heridas. Este tipo de mitos en el que una deidad local patrocina o «crea» a una deidad extranjera era popular en las culturas antiguas como forma de integrar sectas extranjeras. Adicionalmente, a medida que la adoración de Hécate crecía, su figura fue incorporada al mito posterior del nacimiento de Zeus como una de las comadronas que escondieron al niño mientras Crono devoraba la roca falsa que le había dado Rea. 
La segunda versión ayuda a explicar cómo Hécate se ganó el título de «Reina de los Fantasmas» y su papel como diosa de la hechicería. De forma parecida a como las hermas (tótems de Hermes) se ponían en las fronteras como protección frente al peligro, imágenes de Hécate, como diosa liminar, podían también jugar dicho papel protector. Se hizo común poner estatuas de la diosa en las puertas de las ciudades y finalmente en las puertas de las casas. Con el tiempo la asociación con el alejamiento de espíritus malignos llevó a la creencia de que ofender a Hécate también los atraía. Así surgieron las invocaciones a Hécate como gobernadora suprema de las fronteras entre el mundo normal y el de los espíritus.
La transición de la figura de Hécate puede seguirse hasta la Atenas del siglo V a. C. Aparece como una gran diosa en dos fragmentos de Esquilo. En Sófocles y Eurípides se ha convertido ya en la señora de la brujería y las Keres.
El poder de Hécate terminó pareciéndose al de la hechicería. Medea, que era una de sus sacerdotisas, conocía conjuros para propiciar a la diosa y así lograr pócimas de propiedades especiales. Diodoro Sículo la presenta como un personaje cruel que gustaba de la caza y cuando no tenía éxito en ella dirigía sus flechas a los hombres. Además su gran pericia en la composición de venenos la llevó a descubrir el acónito y a experimentar con ellos mezclándolos con la comida dada a extranjeros. Añade que sucedió a su padre en el trono tras asesinarlo con una pócima y que construyó el templo de Artemisa donde se sacrificaba a los extranjeros. En la tradición relatada por este autor Hécate era la esposa de Eetes y madre de Circe, Medea y Egialeo.
La implacable Hécate ha sido llamada «la de tierno corazón», un eufemismo quizás para enfatizar su preocupación por la desaparición de Perséfone cuando se dirigió a Deméter con dulces palabras en un momento en que la diosa estaba afligida. Más tarde se convirtió en la asistente de Perséfone y su íntima compañera en el Inframundo.
Aunque nunca fue incluida entre los dioses olímpicos, la comprensión moderna de Hécate procede de la cultura helenística sincrética de Alejandría. En los papiros mágicos del Egipto ptolemaico se la llama la Perra y su presencia era indicada por los ladridos de los perros. Mantuvo un gran número de seguidores como diosa de la protección y los partos. En la imaginería posterior también tiene dos perros fantasmales como sirvientes a su lado.
El nombre de Hécate fue usado como nombre teofórico para personas (en masculino, Hecateo), con lo que se le asignaba a la persona la protección de la divinidad.
En la época moderna Hécate se ha hecho popular en las religiones neopaganas de inspiración feminista y la wicca gracias, en gran parte, a su asociación como diosa de la hechicería.

### Ascendencia, descendencia y relaciones familiares

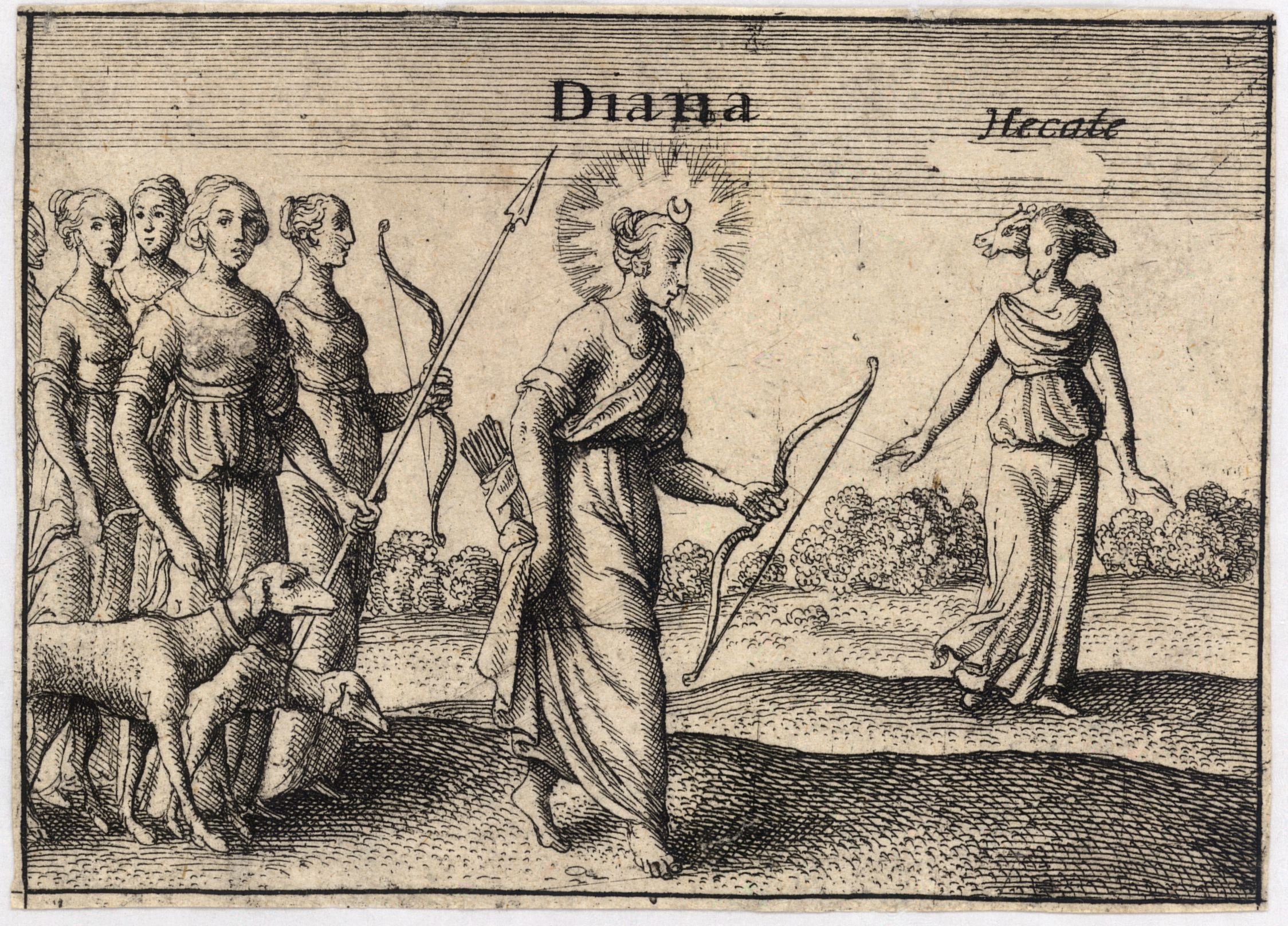
Las diosas Diana y Hécate en un grabado del.

Hécate es una diosa ctónica preolímpica y no fue fácilmente asimilada en el panteón posterior de la Grecia clásica. Más allá de la Teogonía las fuentes griegas no ofrecen una historia sobre su parentesco ni de sus relaciones en el panteón: a veces es considerada una titánide, hija de Perses y Asteria, y una poderosa ayudante y protectora de los humanos. Precisamente por su filiación con Perses también es llamada con el patronímico de Perseide (que no hay que confundir con la oceánide homónima). Su presencia continua se explicaba asegurando que, debido a que fue la única titánide que ayudó a Zeus en la Titanomaquia, no fue desterrada a los dominios del Inframundo tras su derrota por los olímpicos, en lo que supone otro indicio de la persistencia de los cultos en los que era adorada. 
También se contaba que era la hija de Deméter, o de Aristeo — hijo de un tal Peón— , o incluso de la propia Noche. Hécate, como Deméter, era una diosa de la tierra y la fertilidad. Una versión poco difundida la hacía incluso la hija menor de Zeus, un rasgo que sin embargo comparte con Atenea y Afrodita, como aspectos de antiguas deidades que tampoco pudieron ser eclipsadas por los olímpicos debido a que su adoración era muy dominante. Otras versiones también concuerdan en que Zeus era el padre, pero la madre es citada como Asteria o Ferea, una hija de Eolo. Incluso se dice que pudiera ser hija de Leto o Tártaro. O que Zeus y Hera fueron sus padres.
Un mito cuenta que había robado el tarro de carmín de su madre y huido a una casa donde una mujer estaba de parto. Zeus la envió al reino de Hades para ser purificada. Allí gozaba de gran autoridad, pues era conocida como la reina invencible y presidía las ceremonias de penitencia y purificación de las sombras en las que se permitía condonar las malas acciones de sus vidas pasadas. En esta versión se asocia a Hécate con Angelos. 
Por lo demás su papel en los mitos es secundario: ayudó a Deméter cuando Perséfone fue raptada (en algunas versiones del mito fue ella quien la rescató del Inframundo) y se opuso a Heracles cuando este intentó enfrentarse a Cerbero.
Como muchas antiguas diosas madre o de la tierra, Hécate permaneció sin casarse y no tuvo consorte habitual, diciéndose a menudo que se reproducía por partenogénesis. Se consideraba que todos los grandes magos y hechiceros mitológicos eran descendientes suyos. Algunos autores sostuvieron que Hécate era una diosa que permaneció eternamente virgen. No obstante dos fuentes nos hablan acerca de su descendencia. Diodoro Sículo imaginó a Hécate como hija de otro Perses, el hijo de Helio; a continuación se casó con Eetes y parió dos hijas, Circe y Medea (hechiceras con ella) y también un hijo, Egialeo (llamado en otras fuentes Apsirto). En las Grandes Eeas se nos dice que Hécate fue la madre de la monstruosa Escila, tras su unión con un tal Forbante, que algunos leen como Forcis. Semos de Delos dice que Cratéis era hija de Hécate y Tritón, y que Cratéis, unida a Deimos, engendró a Escila. Por otra parte es la madre de muchos otros monstruos que representaban los aspectos pavorosos de la naturaleza que producían miedo y sobrecogimiento, por ejemplo las Empusas.

## Otros nombres y epítetos

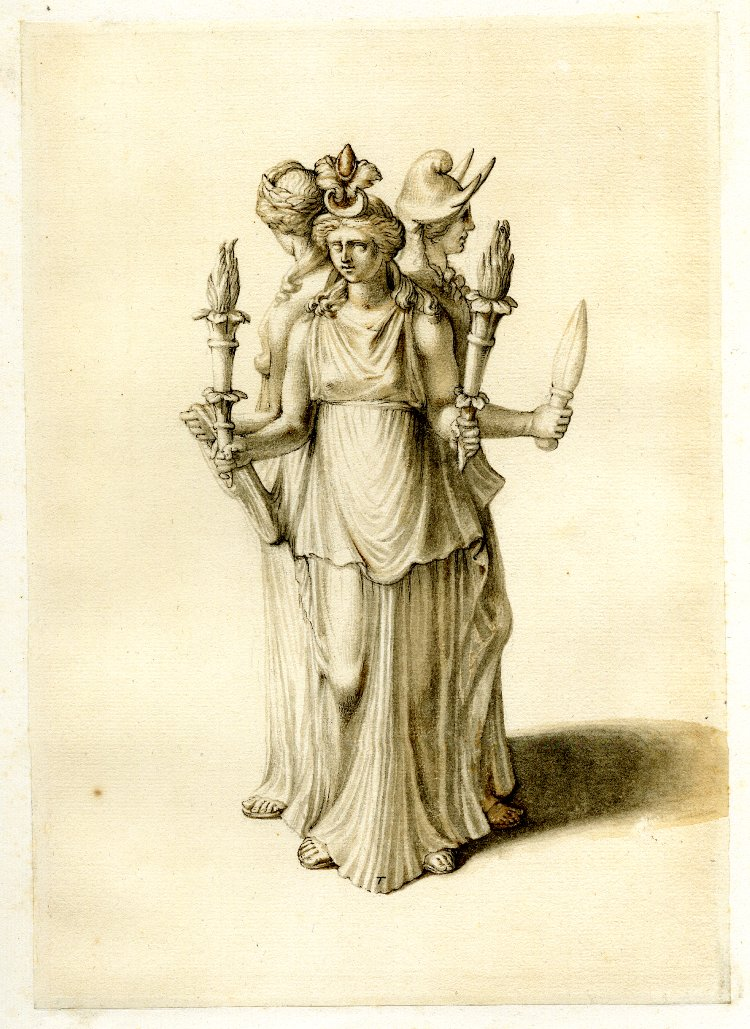
Hécate.

- Audnea (en una invocación)[47] (Αὐδναία, tal vez por  Ἀϊδωναία ‘esposa de Aidoneo’)
- Brimo (‘aterradora’)[48] (βριμός ‘terrible’)
- Cerintia (Ζηρυνθία, en relación con la ciudad y la cueva de Cerinto (gr.: Ζήρυνθος, Ζήρυνθον ἄντρον), en Tracia, consagrada a ella)[49]
- Ctonia (χθονία, ‘de debajo de la tierra, del submundo’)
- Crateis (κραταιίς ‘poderosa’)
- Enodia (ἐνόδια, ‘de los caminos’)
- Antania (ἀντανία ‘enemiga de la humanidad’)
- Curótrofa (κουροτρόφος, ‘niñera de los jóvenes’)
- Artemisa de las encrucijadas (Ἄρτεμις τετραοδῖτις ‘de los cuatro caminos = de las encrucijadas’)
- Ferea (φεραία ‘de la ciudad de Fere (Φεραί) en Tesalia’)
- Propilea (προπύλαια ‘[la que está] delante de la puerta’)
- Propolos (πρόπολος ‘la que dirige’)
- Fósforo (φωσφόρος ‘que trae la luz’)
- Soteira (σώτειρα ‘salvadora’)
- Pritania (πρυτανεία ‘reina de los muertos’)
- Trioditis (griego) o Trivia (latín), (gr.: τριοδῖτις; lat.: Trĭvĭa ‘de la encrucijada de tres caminos’)
- Cliduco (κλειδοῦχος ‘guardiana de las llaves’)
- Tricéfala o Tríceps (gr.: τρικέφαλος; lat.: trīceps trīcĭpĭtis ‘de tres cabezas’)
- Trinacia (θρινακία ‘de la isla homónima de Trinacia’)[50]'
- Triforme (gr.: τρίμορφος; lat.: trĭformis ‘de tres formas’)

### Diosa de las encrucijadas
Hécate era invocada como protectora de los caminos y encrucijadas. Tenía un papel especial en las encrucijadas de tres caminos (o trivios), donde los griegos situaban postes con máscaras de cada unas de sus cabezas mirando en diferentes direcciones.
La función de Hécate en las encrucijadas proviene de su esfera original como diosa de las tierras salvajes y las zonas inexploradas. Esto llevaba a realizar sacrificios para viajar con seguridad por estos territorios. Por lo general se le sacrificaban perros negros o, algunas veces, pescado. Este papel tiene relación con el de Hermes, dios de las fronteras.
Hécate es la versión griega de la Trivia («tres caminos») de la mitología romana. En el siglo VII Eligio acostumbraba a recordar a su recién convertida congregación de Flandes que «ningún cristiano debería prestar o guardar devoción alguna a los dioses de los trivios, donde tres caminos se cruzan, a los fanos o las rocas, o fuentes o arboledas o esquinas».
Hécate era la diosa que aparecía con más frecuencia en textos mágicos como los papiros mágicos griegos y las defixios, junto con Hermes.

### Reina de las brujas

Sello de Hécate usado en brujería. En el centro puede verse el Strophalos.

En los oráculos caldeos, que fueron editados en la Alejandría grecorromana, fue también asociada a un laberinto serpentino alrededor de una espiral, conocido como rueda de Hécate (el «Strophalos de Hécate», verso 194 de la traducción de 1836 de Isaac Preston Cory). El simbolismo alude al poder de la serpiente para renacer, al laberinto de conocimiento a través del cual Hécate guía a la humanidad y a la llama de la propia vida: «Los senos productores de vida de Hécate, esa Llama Viviente que se viste a sí misma de Materia para manifestar la Existencia» (verso 55 de la traducción de Cory de los oráculos caldeos). Sin embargo, también se creía que, bajo ciertas circunstancias, Hécate podía provocar locura.
En El evangelio de las brujas compilado por Charles Leland (1899) se describen los remanentes de una tradición de brujería italiana, incluyendo un culto a Diana parecido al de Hécate. Es discutible si la Diana representada en la obra de Leland es en realidad Hécate o no. Aunque Diana suele ser muy identificada con Artemisa, no se representa en El evangelio como la del culto romano. Por ejemplo, dice que «Diana siempre tiene un perro a su lado», siendo Hécate famosa por su relación con los perros. 

### Reina de los muertos

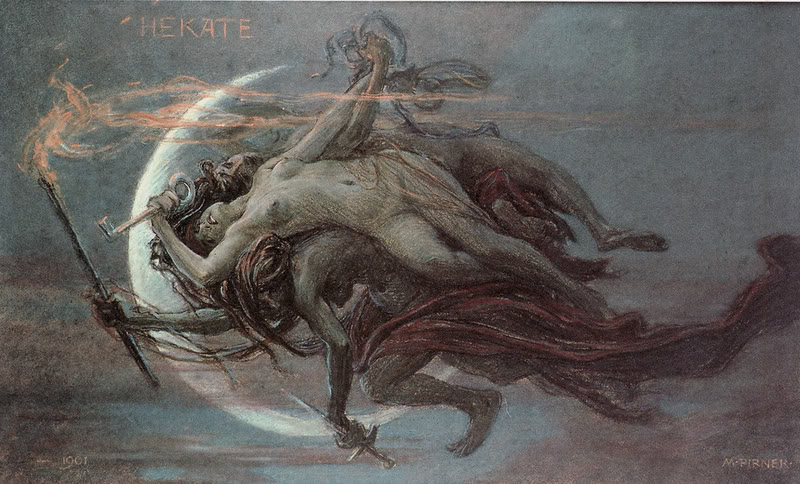
Hécate en una pintura de Maxmilian Pirner.

«Reina de los Fantasmas» es un título asociado con Hécate debido a la creencia de que podía tanto evitar que el mal saliese del mundo de los espíritus, como también permitir que entrase. En un Himno órfico se menciona entre sus características que era «sepulcral, que se agita delirante entre las almas de los muertos».
Las hojas del álamo blanco son oscuras por una cara y claras por la otra, lo que simboliza  el límite entre los mundos. El tejo ha estado asociado desde tiempos remotos con el Inframundo.

### Animales
La perra es el animal más comúnmente asociado a Hécate, quien a veces es llamada la «perra negra», se la invoca como protectora de los perros y alguna vez se le sacrificaron perros negros en rituales de purificación. En Colofón (Tracia) Hécate podía manifestarse como perro. Los ladridos de los perros eran la primera señal de su cercanía en la literatura griega y romana. En un mito no muy conocido, Hécuba, reina de Troya, es convertida por Hécate en una de sus perras negras.
La rana, significativamente una criatura que puede cruzar dos elementos, estaba también consagrada a Hécate.
Como diosa triple aparece a veces con tres cabezas: de perro, caballo y oso, o de perro, serpiente y león.
En el Malleus maleficarum (1486) se afirma que Hécate era adorada por brujas que adoptaban partes de su mito como su diosa de la hechicería. Debido a que Hécate ya había sido muy difamada a finales del periodo romano, a los cristianos de la época les resultó fácil envilecer su imagen. De esta forma todas sus criaturas fueron también consideradas «criaturas de la oscuridad»; sin embargo, la historia de animales tales como cuervos, búhos nocturnos, serpientes, escorpiones, asnos, murciélagos, caballos, osos y leones como criaturas suyas no es siempre oscura y aterradora.
Gala (Γαλῆ), literalmente «comadreja», era en otro tiempo una bruja que padecía un apetito sexual muy desbordado. La cólera de Hécate la transformó en el animal que desde entonces llevó su nombre. Otra versión nos dice que Hécate, apiadándose de Galintíade, que había sido metamorfoseada en comadreja por obra de las Moiras, se compadeció de ese animal y lo hizo desde entonces su servidora sagrada.

### Lugares
En diversos momentos se han asociado con Hécate las zonas salvajes, bosques, fronteras, murallas y puertas de las ciudades, encrucijadas y cementerios.
A menudo se afirma que la luna está consagrada a Hécate, contra lo que argumentó Farnell:

Algunos de los antiguos escritores sobre mitología, tales como Cornuto y Cleomedes, y algunos de los modernos, como Preller, el del diccionario de Roscher y Petersen, explican las tres figuras como símbolos de las tres fases de la luna. Pero muy poco puede decirse en favor de esto, y muchísimo en contra. En primer lugar, la estatua de Alcámenes representó a Hécate Επιπυργιδια, a quien el ateniense de ese periodo consideraba la guardiana de la puerta de su Acrópolis, y como tal relacionada en este punto particular con las Cárites, deidades de la vida que florece y da fruto. Ni en este lugar ni ante la puerta de las casas de la ciudad aparecía como una diosa lunar.

También podemos preguntar: ¿por qué deberían darse a una divinidad a veces considerada como lunar pero con muchas otras y más importantes conexiones tres formas para señalar las tres fases de la luna, y por qué la escultura griega ha sido en este insólito caso culpable de un frígido simbolismo astronómico, mientras Selene, que era obviamente la luna y nada más, nunca tratada de esta manera? De esta misma forma Helios debería haber recibido doce cabezas.

Sin embargo en los papiros mágicos del Egipto grecorromano se conservan varios himnos que identifican a Hécate con Selene y la luna, ensalzándola como suprema diosa, madre de los dioses. De esta forma, como diosa triple, Hécate sigue teniendo seguidores en algunas tradiciones neopaganas.

## Fiestas
Hécate era adorada tanto por los griegos como por los romanos y en ambas culturas había fiestas dedicadas a ella. Según Ruickbie los griegos guardaban dos días consagrados a Hécate, uno el 13 de agosto y otro el 30 de noviembre, mientras los romanos consideraban el 29 de cada mes como consagrado a ella.

## Paralelismos en otras culturas
La figura de Hécate puede relacionarse con la Isis egipcia a causa de su papel de diosa de la magia y de los encantamientos. Ambas eran símbolos de los puntos liminares. Apuleyo asocia a Hécate con Isis en su obra El asno de oro:

Aquí me ves, Lucio, en respuesta a tu plegaria. sepas que yo soy madre y natura de todas las cosas, señora de todos los elementos, principio y generación de los siglos, la mayor de los dioses y relina de todos los difuntos, primera y única gola de todos los dioses y diosas del cielo, que dispenso con mi poder y mando las alturas resplandecientes del cielo, y las aguas saludables de la mar, y los secretos lloros del infierno. A mí sola y una diosa honra y sacrifica todo el mundo, en muchas maneras de nombres. [...] Otros me llaman Juno, otros Bellona, otros Hecates, otros Ranusia. Los etíopes, ilustrados de los hirvientes rayos del sol, cuando nace, y los arrios y egipcios, donde nació mi doctrina, cuando me honran y sacrifican con mis propios ritos y ceremonias, me llaman mi verdadero nombre, que las reina Isis.

Por otra parte, Plutarco en Isis y Osiris asocia a Hécate con Anubis. Este último es representado con un perro que ve tanto de día como de noche mientras que a Hécate se la representa acompañada de perros y portando antorchas.

## En la literatura

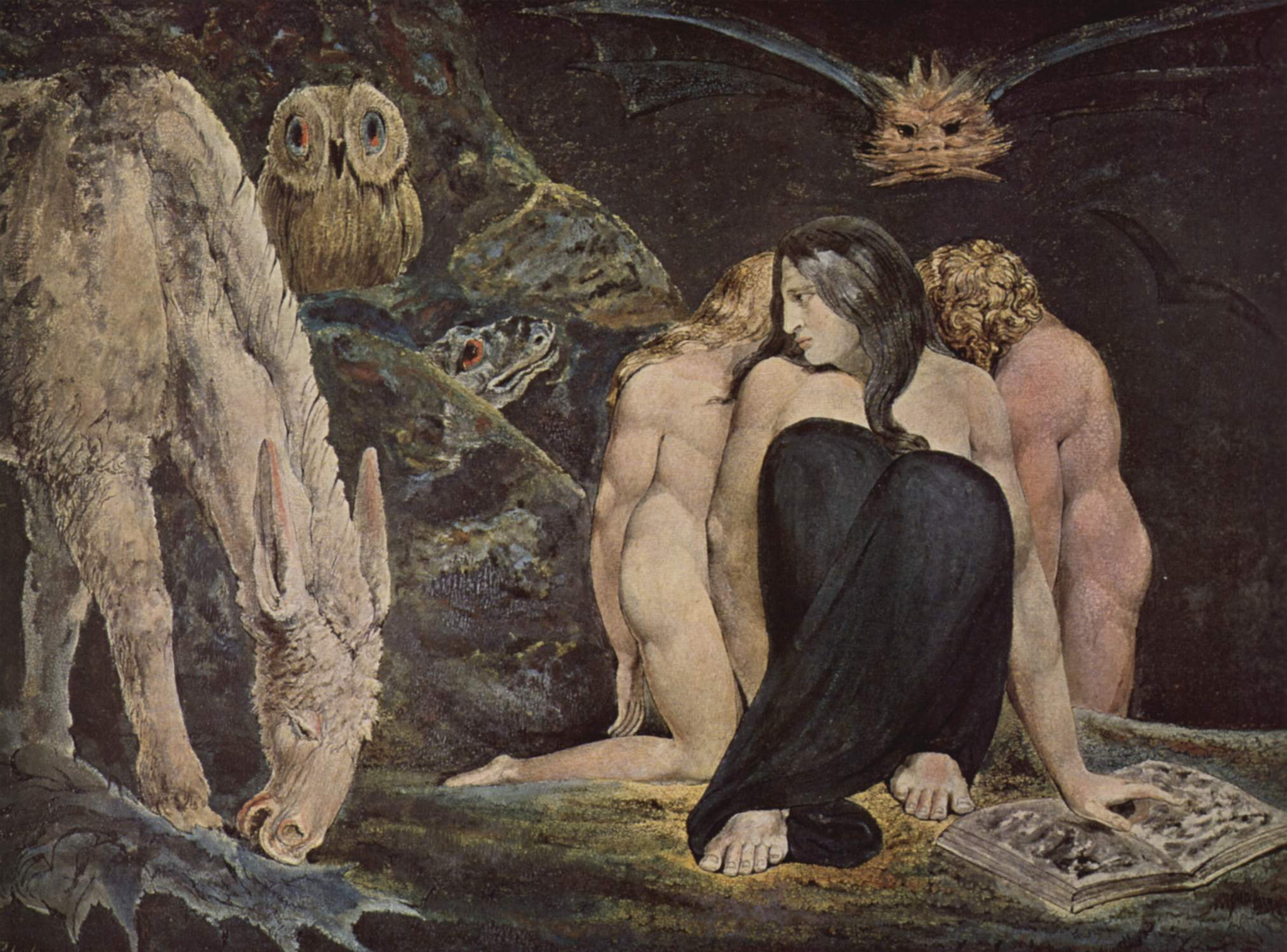
Hécate, por William Blake.

Hécate es un personaje de la tragedia de William Shakespeare Macbeth, representada por vez primera hacia 1606, donde manda sobre las tres brujas, aunque no se sabe si ella es una bruja, un demonio o una diosa. Hay algunas evidencias que sugieren que el personaje y las escenas o partes de las mismas en las que aparece (acto III, escena V y una parte del acto IV, escena I) no fueron escritos por Shakespeare, sino añadidos durante una revisión de Thomas Middleton, quien usó material de su propia obra The Witch, producida en 1615. La mayoría de las ediciones modernas de Macbeth indican estas interpolaciones.